# Rait Ärm
Rait Ärm (Saku, 31 marzo 2000) è un ciclista su strada e ciclocrossista estone che corre per il team Van Rysel-Roubaix.

## Palmarès

### Strada
- 2020 (Tartu 2024-Balticchaincycling.com, una vittoria)

2ª tappa Baltic Chain Tour (Ülenurme > Valga)
- 2021 (Équipe Continentale Groupama-FDJ, una vittoria)

Campionati estoni, Prova in linea Under-23
- 2022 (Équipe Continentale Groupama-FDJ, tre vittorie)

1ª tappa Baltic Chain Tour (Panevėžys > Panevėžys)
Classifica generale Baltic Chain Tour
Grand Prix de la Somme «Conseil Départemental 80»
- 2023 (Van Rysel-Roubaix Lille Métropole, tre vittorie)

Grand Prix de la ville de Pérenchies
1ª tappa Baltic Chain Tour (Tartu > Valga)
Classifica generale Baltic Chain Tour

#### Altri successi
- 2020 (Tartu 2024-Balticchaincycling.com)

Classifica giovani Baltic Chain Tour
- 2022 (Équipe Continentale Groupama-FDJ)

Classifica giovani Baltic Chain Tour
- 2023 (Go Sport - Roubaix Lille Métropole)

Tallinna Rahvasõit
- 2024 (Van Rysel - Roubaix)

Filter Maanteekarikasari 3

### Cross
- 2020-2021

Campionati estoni, Under-23
- 2021-2022

Campionati estoni, Elite

## Piazzamenti

### Competizioni mondiali
- Campionati del mondo su strada

Fiandre 2021 - Cronometro Under-23: 26º
Fiandre 2021 - In linea Under-23: 75º
Wollongong 2022 - In linea Under-23: ritirato

### Competizioni continentali
- Campionati europei su strada

Alkmaar 2019 - In linea Under-23: 3º
Plouay 2020 - In linea Under-23: 19º
Trento 2021 - Cronometro Under-23: 16º
Trento 2021 - In linea Under-23: ritirato
Anadia 2022 - In linea Under-23: ritirato
Drenthe 2023 - In linea Elite: ritirato